# Nonadekan
Nonadekan (CH3(CH2)17CH3, sumární vzorec C19H40) je uhlovodík patřící mezi alkany, má devatenáct uhlíkových atomů v molekule.

## Výskyt
Nonadekan se stejně jako ostatní vyšší alkany vyskytuje v ropě.

## Reakce
Při krakování ropy může z nonadekanu vzniknout buď dekan a nonen:
C19H40 → C10H22 + C9H18
nebo decen a nonan:
C19H40 → C10H20 + C9H20.

### Hoření
Při dostatku kyslíku nonadekan shoří na oxid uhličitý a vodní páru:
C19H40 + 29 O2 → 19 CO2 + 20 H2O.
Při nedostatku kyslíku místo toho vznikají oxid uhelnatý a vodní pára:
2 C19H40 + 29 O2 → 38 CO + 20 H2O.
Při ještě větším nedostatku kyslíku vznikají uhlík a vodní pára:
C19H40 + 10 O2 → 19 C + 20 H2O.